# Ali Saeed Abdulla
Ali Saeed Abdulla (24 settembre 1979) è un ex calciatore bahreinita, di ruolo portiere.

## Carriera

### Club
Ha giocato nel campionato bahreinita e omanita.

### Nazionale
Con la maglia della propria nazionale ha preso parte alla Coppa d'Asia 2004.